# Convento dei Cappuccini (Albino)
Il convento e la chiesa dei frati cappuccini  sorgono sul territorio di Albino, edificati nel XVII secolo per volontà della comunità albinese.

## Storia
Nel Cinquecento sul territorio albinese vi erano il convento di Santa Maria della Ripa con i monaci carmelitani, sorto nel 1475 dopo il miracolo della Madonna della Gamba che avevo visto la guarigione della giovane Venturina da una grave forma di gangrena, nonché quello convento di Sant'Anna con le monache carmelitane, ma vi era nella popolazione il desiderio di avere i frati cappuccini dell'ordine dei frati minori. I primi contatti con i frati carmelitani sono documentati nel 1582 quando Giambattista Serabodati, Bernardo Spini e Maria Seriori con Francesco Moroni e Giambattista Usubello si recarono a Milano presentandosi nel Capitolo dell'ordine per esporre ufficialmente la proprio richiesta. La richiesta non poté essere esaurita avendo l'ordine mancanza di frati rispetto al grande numero di conventi che aveva sul territorio lombardo.

Malgrado la risposta negativa, gli albinesi iniziarono a raccogliere fondi per la sua edificazione, anche attraverso lasciti testamentari, in particolare quello del 1582 di Marziale Personali e del 1601 di Sebastiano Personeni.  Albino aveva numerose famiglie di commercianti in particolare sulla costa adriatica, aveva il giuspatronato in alcune cappelle delle chiese sparse sui territori dove oltre a commerciare avevano collocato alcune tombe di famiglia. Tra queste, particolare importanza avevano le famiglie Locatelli e De Spino.
(Celestino Colleoni)
Successiva al concilio tridentino è il crescere sul territorio di Bergamo di numerosi conventi dei cappuccini.
La visita pastorale di san Carlo Borromeo dell'autunno del 1575, portò nuovo impulso alla comunità che volle provvedere al restauro dell'antico convento di San Giuseppe, in disuso e decadente, e proprio nel 1576 un ottimo aiuto venne dal mercante Giovanni Antonio Pesenti che donò il suo contributo in cambio della costruzione di due locali sopra quelli del convento a uso privato. Successivamente Bernardo Spini fece un'offerta per la cappella dedicata a san Giovanni Battista. Conseguenza di questo desiderio fu l'allontanarsi della comunità albinese dal convento di Santa Maria nella località Ripa per colpa della situazione di disaccordo fra il parroco di San Giuliano e i carmelitani, i quali, erano accusati di sottrarre le offerte dei penitenti durante le loro celebrazioni. Decisivo fu il lascito testamentario di Bernardo Spini, ricco mercante e tintore di panni lana nonché venditore di immobili, e con un fondo di 2000 scudi per la ostruzione del convento dei frati cappuccini o padri zoccolanti, e 4 pedi di olio per le lampade della chiesa.
La fondazione del nuovo convento dei cappuccini ad Albino verrà concessa solo l'11 gennaio 1613 dal Capitolo del convento dei Santi Pietro e Marcellino di Brescia. La vedova Spini confermerà il lascito di 1000 scudi se il convento fosse stato edificato nell'arco di quattro anni. Nel caso che questo suo desiderio non fosse stato esaudito il lascito sarebbe andato in parte alla scuola di Carità e alla Congregazione della Misericordia. Contrariamente a quanto desiderato dalla vedova, il clero locale e alcuni paesani avrebbero preferito i frati minori riformati, si dovette quindi fare un'assemblea aperta a tutti i capifamiglia che dovevano votare quale frate francescano doveva occupare il nuovo convento. Il consiglio si tenne il 25 luglio 1613, e l'esito fu a favore della comunità dei cappuccini, che scelse il luogo dell'edificazione del monastero e della chiesa, località conosciuta come la Quada grazie all'alienazione dei terreni da parti dei proprietari. Il 28 ottobre 1613, fu posata la prima pietra alla presenza del cappuccino padre Leonardo da Bergamo, il parroco di Albino don Giovanni Licini e le diverse congregazioni che dal centro del paese si spostarono in ordine processuale sulla località scelta. Alla morte dei coniugi Spini, gli eredi versarono quanto destinato dagli atti testamentari, dando così corpo al monastero che risulta avesse nel primo piano 19 celle e 4 infermerie: La chiesa ospitava come pala d'altare il dipinto di Francesco Zucco Madonna col Bambino e i santi Francesco, Albino e Carlo Borromeo. Fra Celestino Colleoni, descrisse gli arredi della chiesa. Il «fontanì dè Pais», il fossato che portava l'acqua al convento fu costruito nel 1621 grazie all'acquisto di alcuni terreni posti in prossimità.

Al decimo anniversario dell'edificazione la chiesa fu consacrata dal vescovo Federico Corner, e fu posta una targa commemorativa dove furono citati i beneficiari, il cui volere permise la sua costruzione.
(Lapide posta a sinistra della porta d'ingresso al convento)
La carità dei frati cappuccini fu importante per gli albinesi quando nel Seicento subirono un crollo economico, sia per i nuovi mercati che avanzavano che per le pestilenze che imperversavano, seguendo le indicazioni delle costituzioni cappuccine del XVI secolo, importante la presenza dei frati durante la peste del 1630.
Con la Repubblica Cisalpina e le soppressioni napoleoniche il convento venne chiuso e i frati spostati nei conventi sparsi sul territorio bergamasco. I locali divennero abitazioni private e il 3 marzo 1833 l'albinese Gio Battista Gandossi, ottenne il diritto di prelazione dal demanio in qualità di affittuario ottenendone l'acquisto il 29 maggio del medesimo anno. Nel 1835 l'ordine dei frati cappuccini poté fare ritorno in Lombardia e riunire il capitolo generale nel 1847. Il desiderio dei cittadini di Albino rappresentati da don Giuseppe Colleoni, era di riavere attivo il convento e il 9 maggio 1855 l'amministrazione comunale fece formale richiesta a Padre Ilarione da Asiago presente a Bergamo chiedendo l'acquisto degli stabili. Appoggiò la richiesta il vescovo Pietro Luigi Speranza, il quale chiese che venissero riaperti almeno i locali dedicati all'ospizio dei più deboli. Permesso che venne concesso il 2 luglio 1855, con l'atto di acquisto del 7 agosto. Fu grazie alle offerte dei paesani e in particolare di un benefattore, che furono raccolti i fondi sufficiente per l'acquisto di tutti i fabbricati, Il 7 giugno 1856 fu celebrata la prima messa da padre Alessandro da Germanedo.

## Descrizione
Il convento e l'annessa chiesa, sono posti fuori dal centro abitato che vedeva già gli altri centri monastici, ma in modo da poter sfruttare al meglio l'esposizione solare
La chiesa è dedicata a san Francesco d'Assini e a sant'Albino di Angers.

### Il convento
La prima planimetria dei locali dedicati al convento con il refettorio, la cucina, le celle originali non sono facilmente ricostruibili dopo che il fabbricato divenne abitazione privata. La prima pianta planimetrica risale al 1814. Si consideri che le dimensioni dei locali non debba però essere diversi da quelli seicenteschi. Il piano interrato si divide in più locali dedicati a deposito. Il primo piano oltre alla chiesetta presenta i locali destinati alla libreria, lavanderia, cucina, refettorio, canaveno e portineria posti intorno al chiostro completo di un pozzo centrale. Si accede al piano superiore da due scale, una che conduce al coro della chiesa e una dalla cucina. Questo ospita le celle dei frati.

### La chiesa

#### Esterno
La facciata è anticipata dal porticato chiuso da un muretto completo di basamento in pietra e colonne in laterizio che reggono i cinque archi ribassati con contorno sempre in laterizio. Il porticato si apre su di un piccolo sagrato delimitato da un muretto e chiuso da una catena. Il fronte presenta cinque affreschi dipinti nel 1855 da Achille Compagnoni. Il portale con paraste e architrave in cemento bocciardato tinteggiato di bianco, ospita nella parte superiore un affresco raffigurante Madonna e i santi Francesco e Antonio da Padova con frati. Due nicchie poste laterali al portale ospitano raffigurazioni di santi. La facciata termina con il timpano triangolare dipinto in ocra che riprende i pilastrini del porticato.

### Interno
L'interno è a pianta rettangolare, e a unica navata con volta a botte. L'aula ospita due cappelle laterali rialzate da due gradini. In quella di sinistra, dedicata ai santi Giovanni Battista e Evangelista vi era la pala d'altare opera di Gian Paolo Cavagna, raffigurante i santi titolari. Fu poi modificata l'intitolazione alla Madonna con la statua della Vergine Immacolata. La cappella di destra ospita il grande bassorilievo raffigurante il crocifisso che sostituì il dipinto di fra Damiano Bianchi che raffigurava Glorificazione di fra Beato Innocenzo da Benzo. Il presbiterio, anticipato dall'arco trionfale, è leggermente più stretto rispetto l'aula e rialzato da due gradini. L'abside piatto, ospita il grande affresco raffigurante san Francesco in gloria tra una schiera di santi e angeli. Anticamente vi era il dipinto raffigurante la Vergine che porge il Bambino a san Francesco tra i santi Carlo Borromeo e Albino, sostituita poi con una Sacra famiglia conservata a Bergamo e solo successivamente dal grande affresco di Achille Campagnoni.
L'aula è stata completamente affrescata dai Nembrini nella seconda metà del Novecento.